# Diospyros morrisiana
Diospyros morrisiana là một loài thực vật có hoa trong họ Thị. Loài này được Hance mô tả khoa học đầu tiên năm 1880.

## Hình ảnh

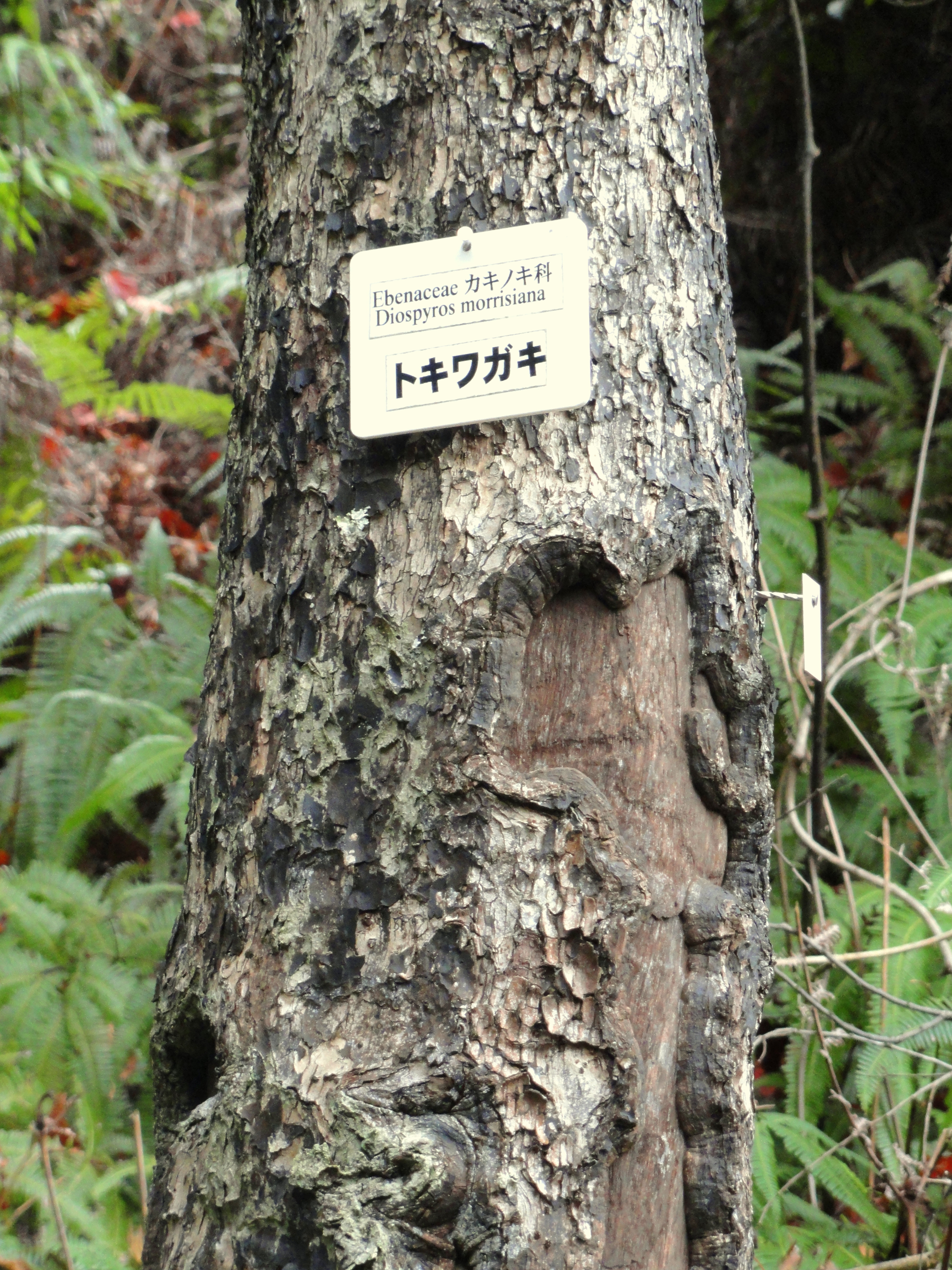